# Coupe du monde de natation FINA 2018
Navigation
Édition 2017 Édition 2019
L'édition 2018 de la Coupe du monde de natation FINA, la 28e, se dispute entre les mois de septembre et novembre.
Les étapes programmées sur les continents asiatique et européen sont au nombre de 7. Les épreuves sont organisées en petit et en grand bassin.
À chaque étape, 32 ou 34 épreuves individuelles et 2 relais sont organisées pour les hommes et les femmes.

## Étapes
| Dates              | Lieu      | Bassin |
| ------------------ | --------- | ------ |
| 7 au 9 septembre   | Kazan     | 50 m   |
| 13 au 15 septembre | Doha      | 50 m   |
| 28 au 30 septembre | Eindhoven | 25 m   |
| 4 au 6 octobre     | Budapest  | 25 m   |
| 2 au 4 novembre    | Pékin     | 25 m   |
| 9 au 11 novembre   | Tokyo     | 25 m   |
| 15 au 17 novembre  | Singapour | 25 m   |

## Classements

### Hommes
| Rang | Nageur           | Points | Points | Points | Points | Points | Points | Points | Total |
| ---- | ---------------- | ------ | ------ | ------ | ------ | ------ | ------ | ------ | ----- |
| Rang | Nageur           | RUS    | QAT    | NED    | HUN    | CHN    | JPN    | SIN    | Total |
| 1er  | Vladimir Morozov | 54     | 30     | 80     | 54     | 54     | 70     | 60     | 402   |
| 2e   | Kirill Prigoda   | 18     | 18     | 42     | 30     | 60     | 45     | 18     | 231   |
| 3e   | Mitch Larkin     | 36     | 36     | 36     | 36     | 21     | 18     | 39     | 222   |
| 4e   | Michael Andrew   | 42     | 45     | 6      | 30     | 27     | 24     | 27     | 201   |
| 5e   | Blake Pieroni    | 21     | 36     | 30     | 30     | 27     | 15     | 24     | 183   |

### Femmes
| Rang | Nageuse             | Points | Points | Points | Points | Points | Points | Points | Total |
| ---- | ------------------- | ------ | ------ | ------ | ------ | ------ | ------ | ------ | ----- |
| Rang | Nageuse             | RUS    | QAT    | NED    | HUN    | CHN    | JPN    | SIN    | Total |
| 1re  | Sarah Sjöström      | 60     | 60     | 54     | 30     | 33     | 48     | 54     | 339   |
| 2e   | Katinka Hosszú      | 36     | 54     | 36     | 36     | 60     | 48     | 33     | 303   |
| 3e   | Ranomi Kromowidjojo | 24     | 39     | 30     | 36     | 33     | 57     | 36     | 255   |
| 4e   | Yuliya Efimova      | 42     | 36     | 45     | 30     | 51     | 30     | 21     | 255   |
| 5e   | Femke Heemskerk     | 24     | 27     | 21     | 21     | 39     | 33     | 33     | 198   |